# Kletterknoten
Kletterknoten sind Knoten, die je nach Situation und Sportart beim Klettern und Bergsteigen zum Einsatz kommen. Beim Alpinklettern werden dabei für gewöhnlich mehr Knoten benötigt als beim Sportklettern. Darüber hinaus unterscheidet man verschiedene Arten von Kletterknoten, wie die Anseilknoten, die Verbindungsknoten, die Klemmknoten, die Sicherungsknoten und die Stopperknoten.

## Knotenarten

### Anseilknoten
Mithilfe eines Anseilknotens wird das Kletterseil in den Klettergurt eingebunden.

Beispiele
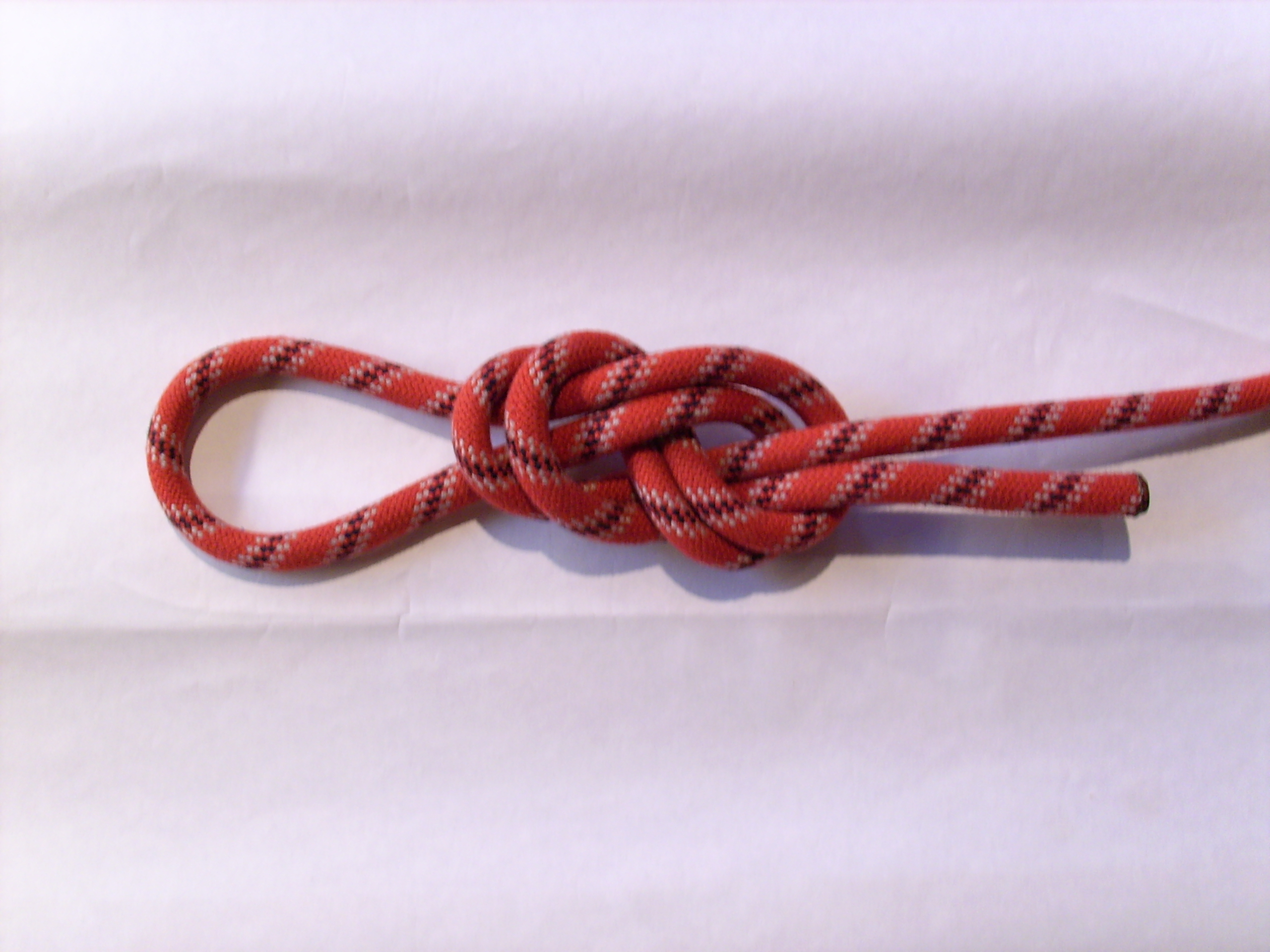
Achterknoten (Schlaufe)
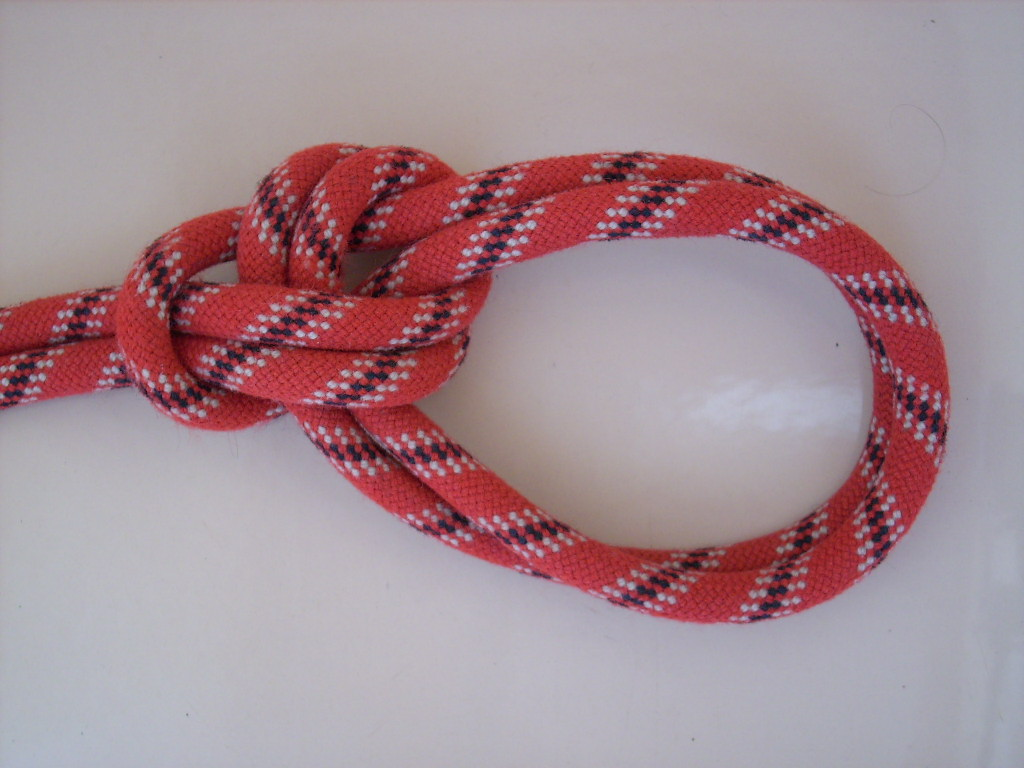
Doppelter Bulin
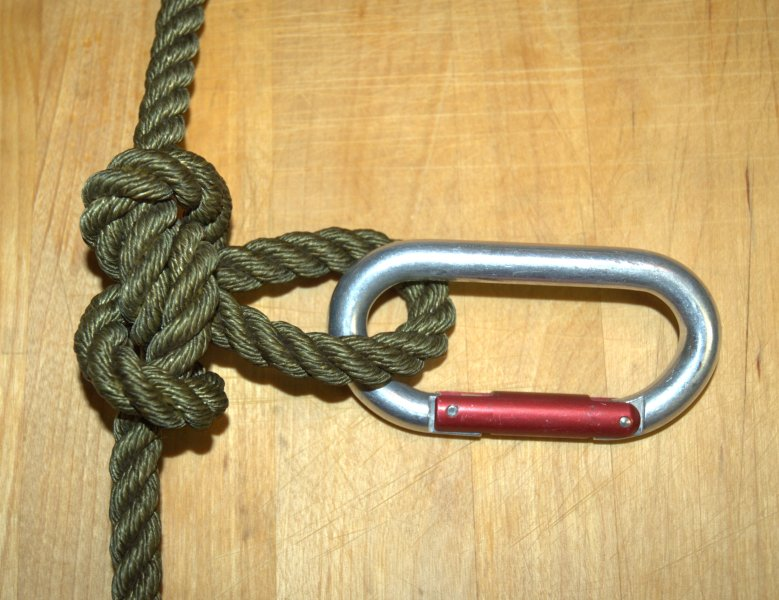
Schmetterlingsknoten. Lässt sich auch in der Mitte eines Seiles knüpfen
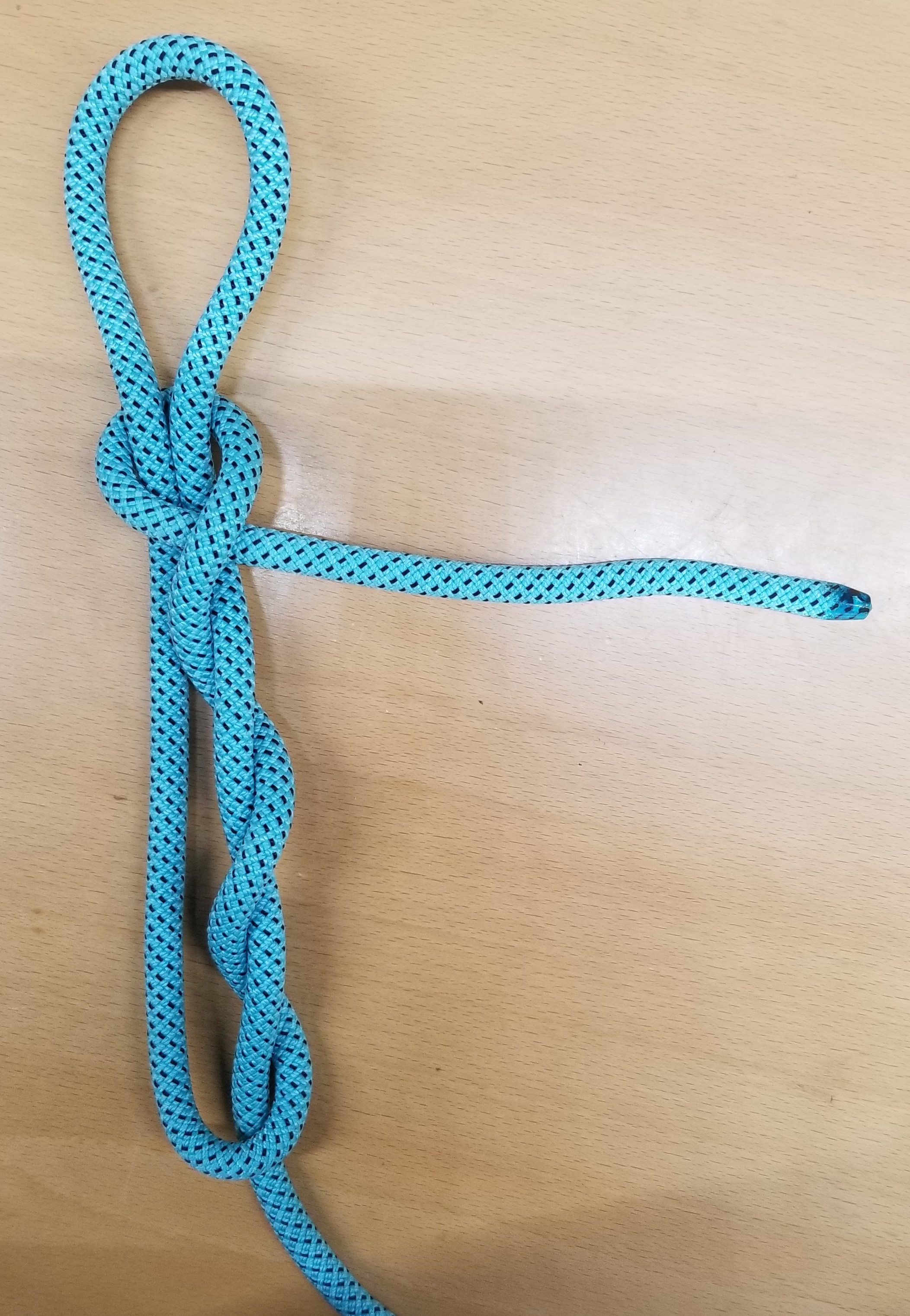
Gleitschlinge mit halbem Schlag

### Verbindungsknoten
Verbindungsknoten dienen, wie der Name bereits sagt, der Verbindung zweier Seile.

Beispiele
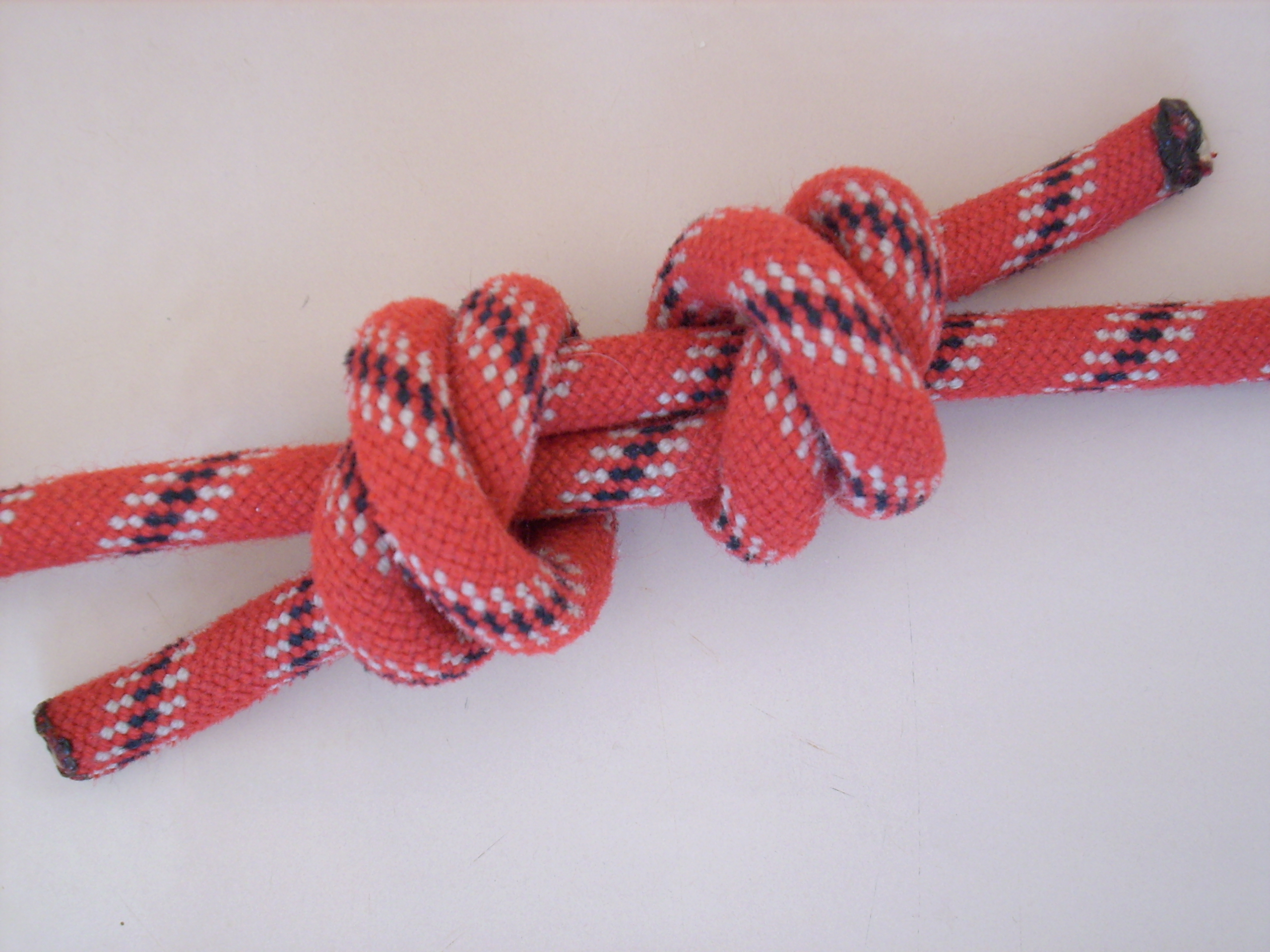
Doppelter Spierenstich
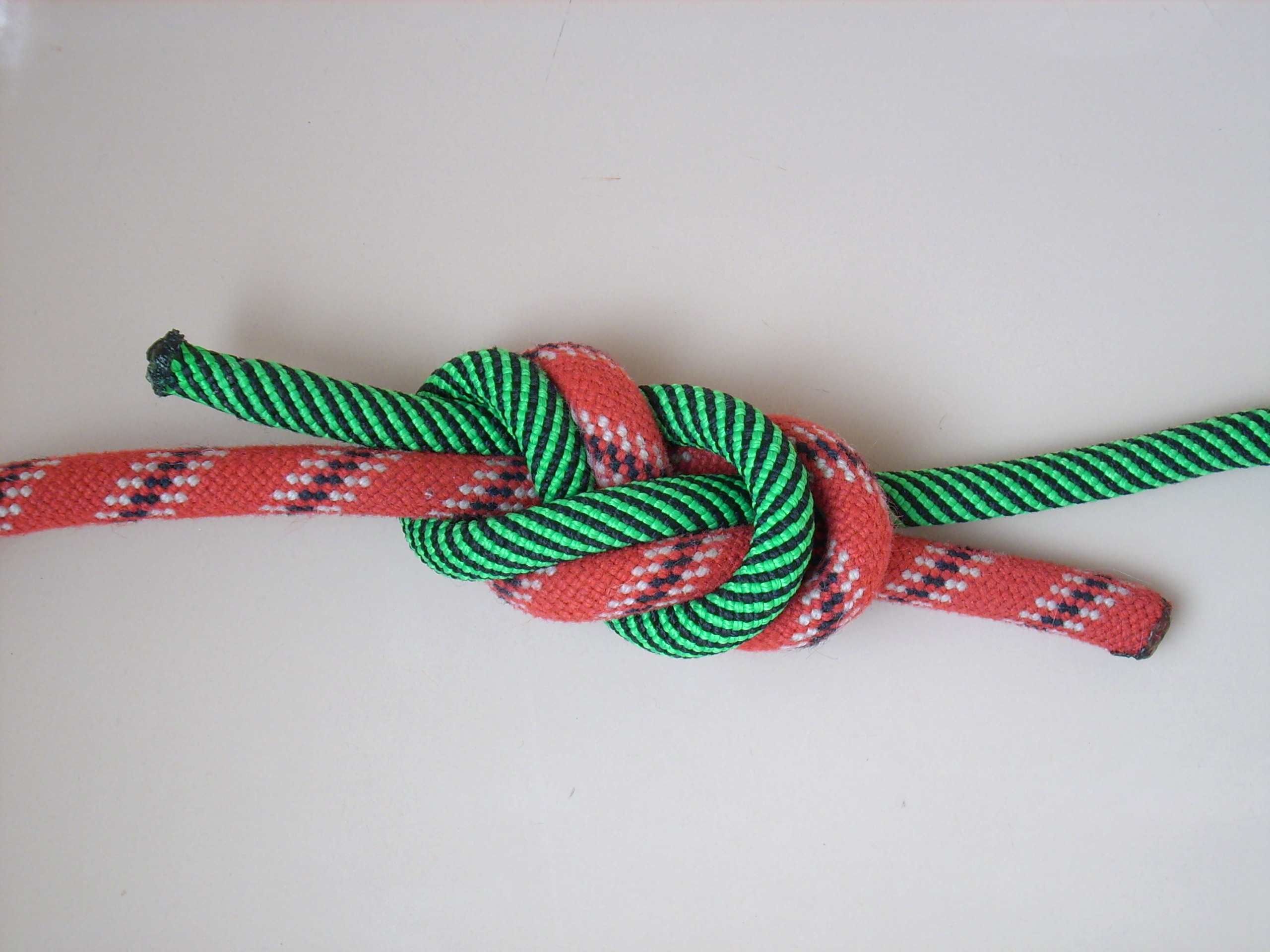
Doppel-Achtknoten
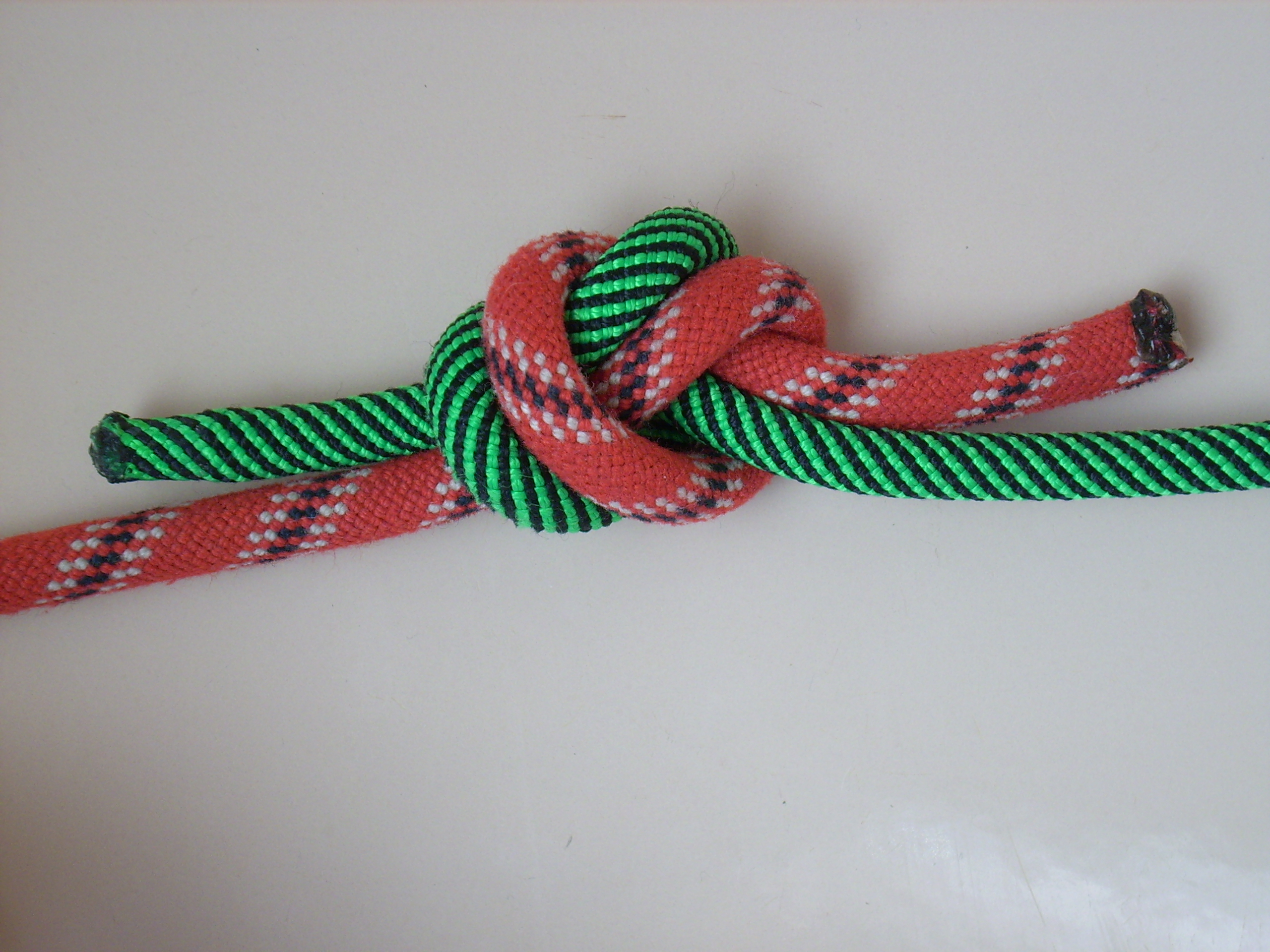
Der Sackstich (Ringform) oder Bandschlingenknoten wird verwendet zum Knüpfen von Schlingen aus Bandmaterial. Aufgrund von Sicherheitsrisiken verwenden Kletterer diesen Knoten nicht mehr.

### Klemmknoten
Klemmknoten zeichnen sich dadurch aus, dass sie sich entlang eines Seils weiterschieben lassen, sich bei Belastung aber wiederum von selbst zuziehen.

Beispiele
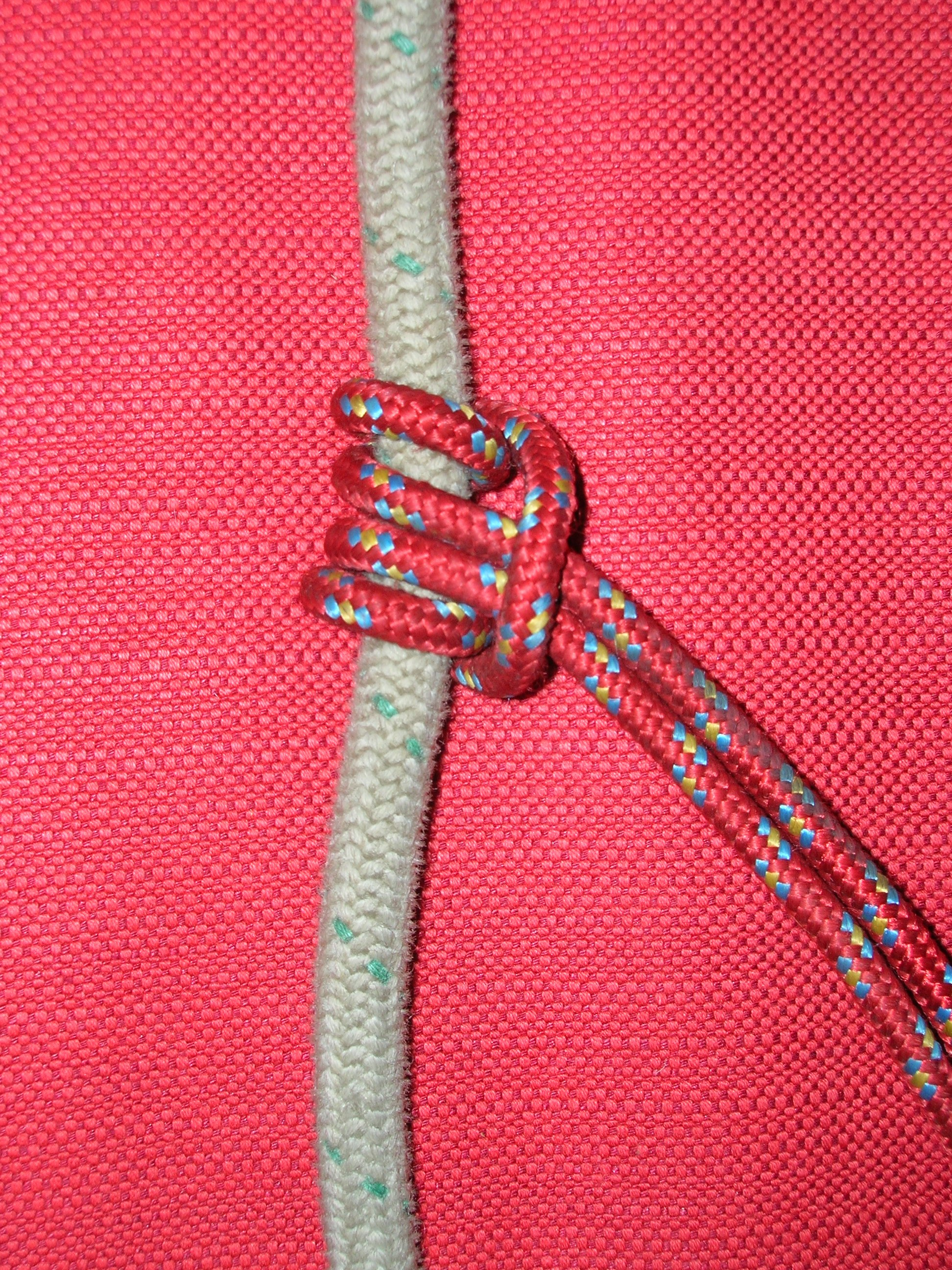
Prusikknoten
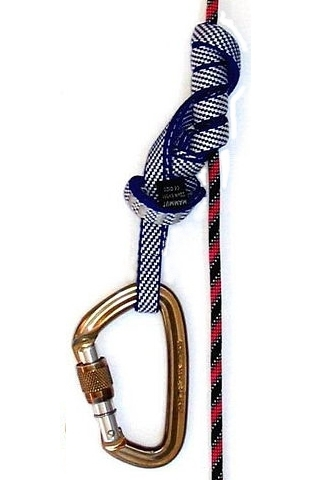
FB-Bandklemmknoten

### Sicherungsknoten
Sicherungsknoten sind Knoten zum Sichern der Kletterer, sowohl beim Klettern als auch beim Abseilen.

Beispiele
Mastwurf
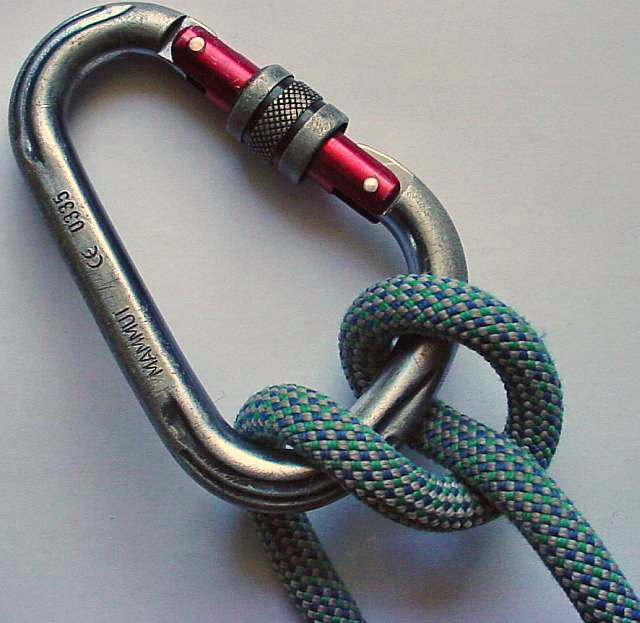
Halbmastwurf
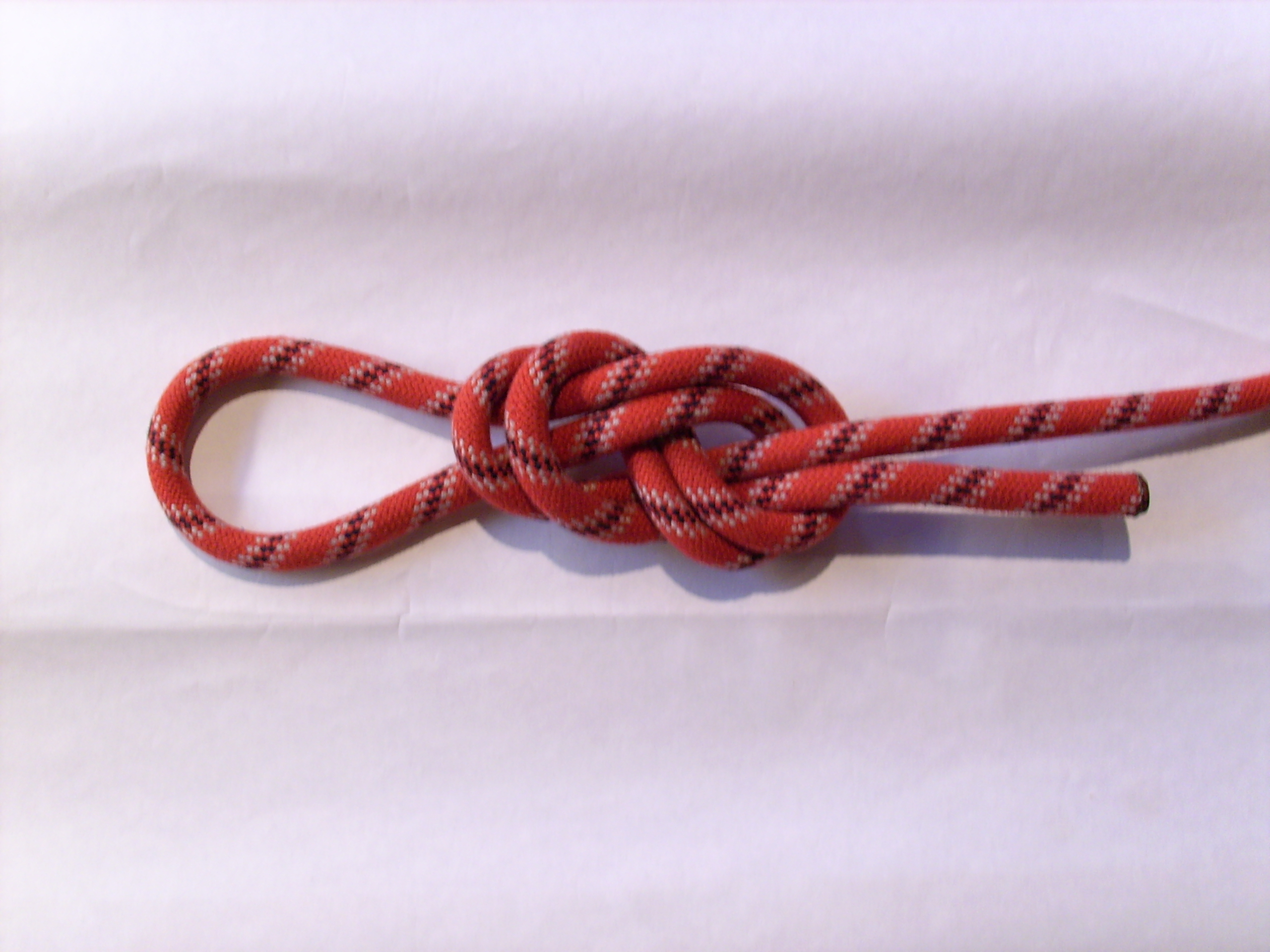
Achterknoten (Schlaufe), auch Achtschlinge

### Stopperknoten
Stopperknoten sorgen dafür, dass das Ende des Kletterseils nicht komplett durch das Abseil- oder Sicherungsgerät gezogen wird.

Beispiele
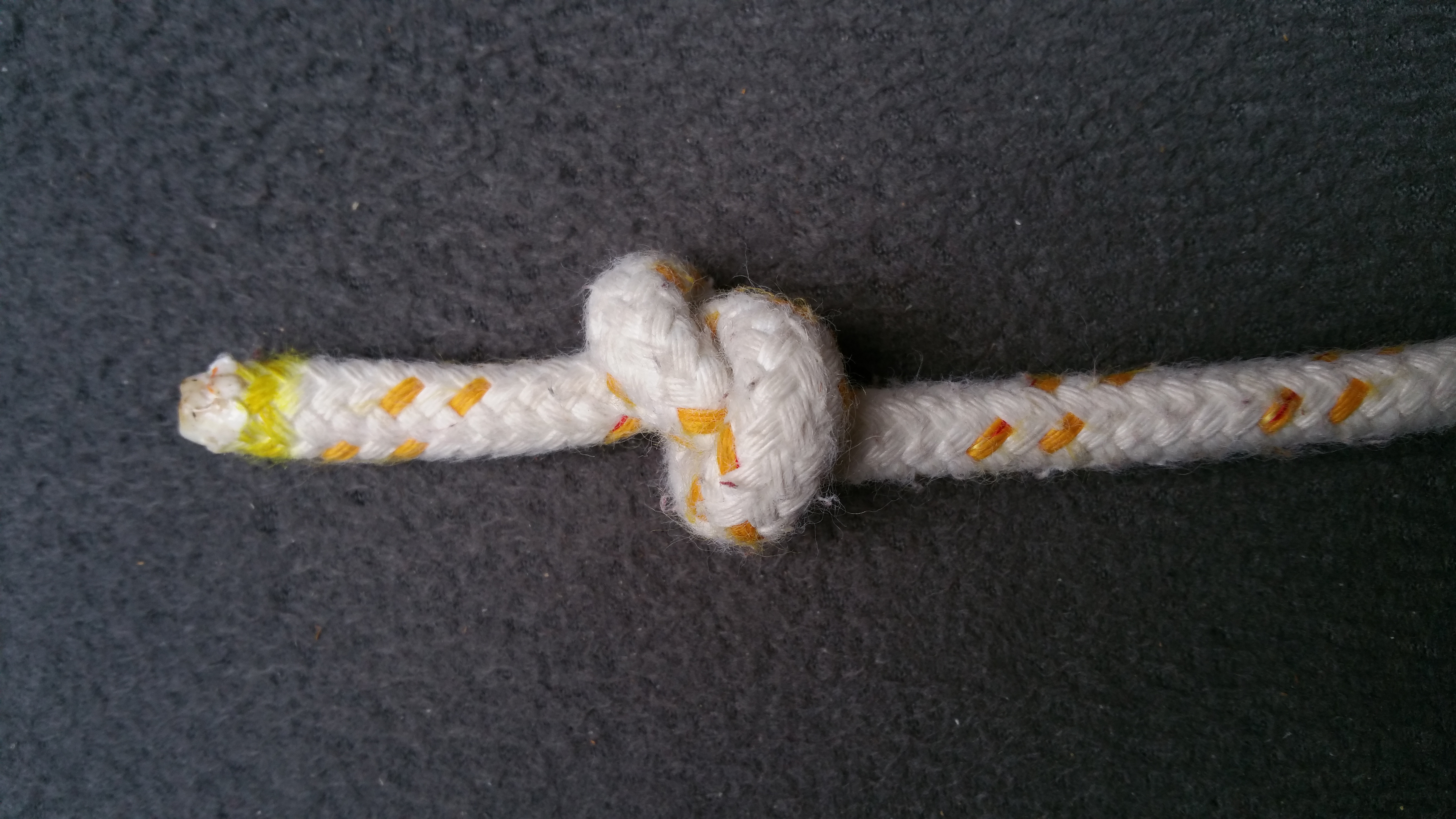
Überhandknoten
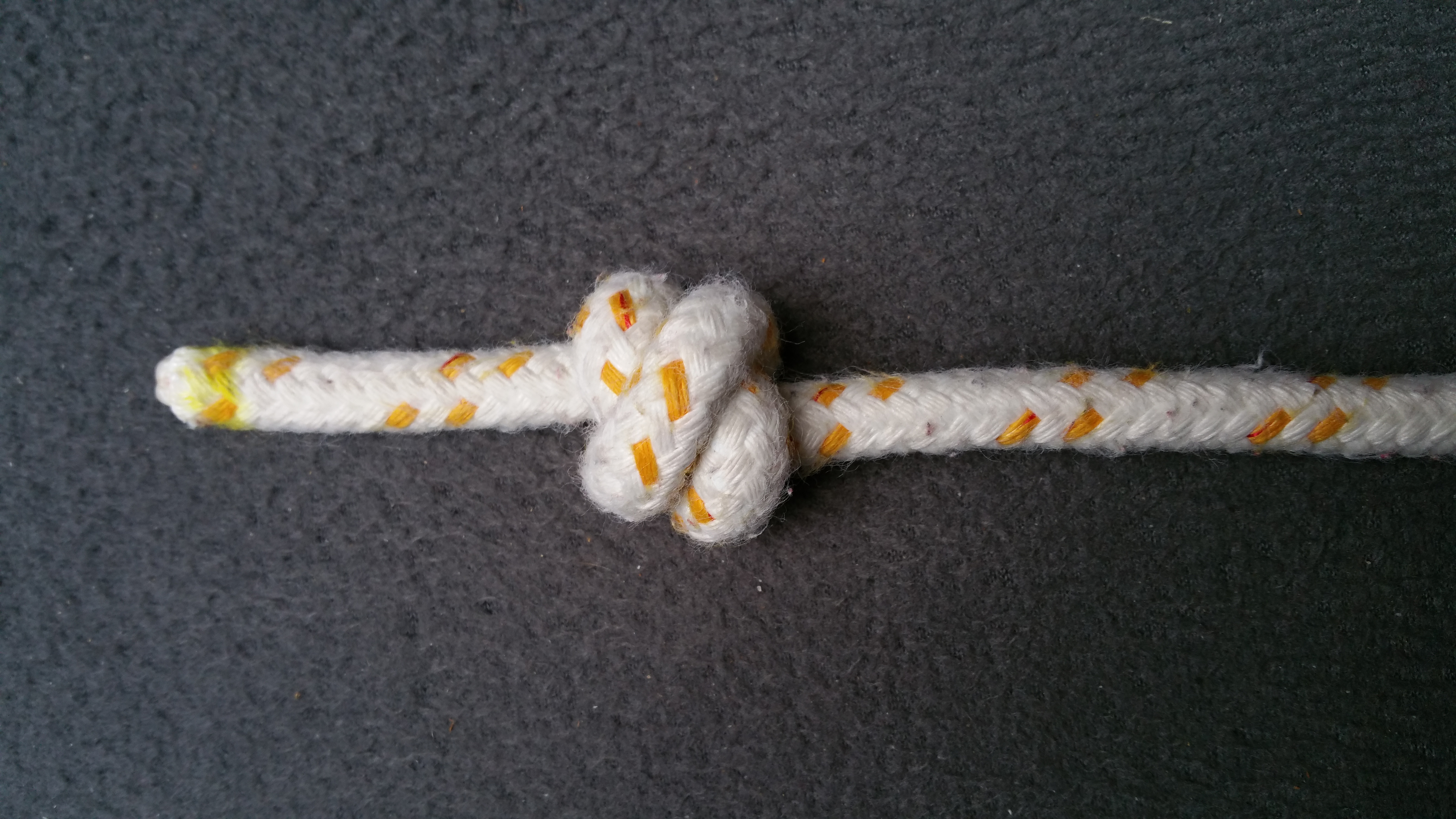
Doppelter Überhandknoten
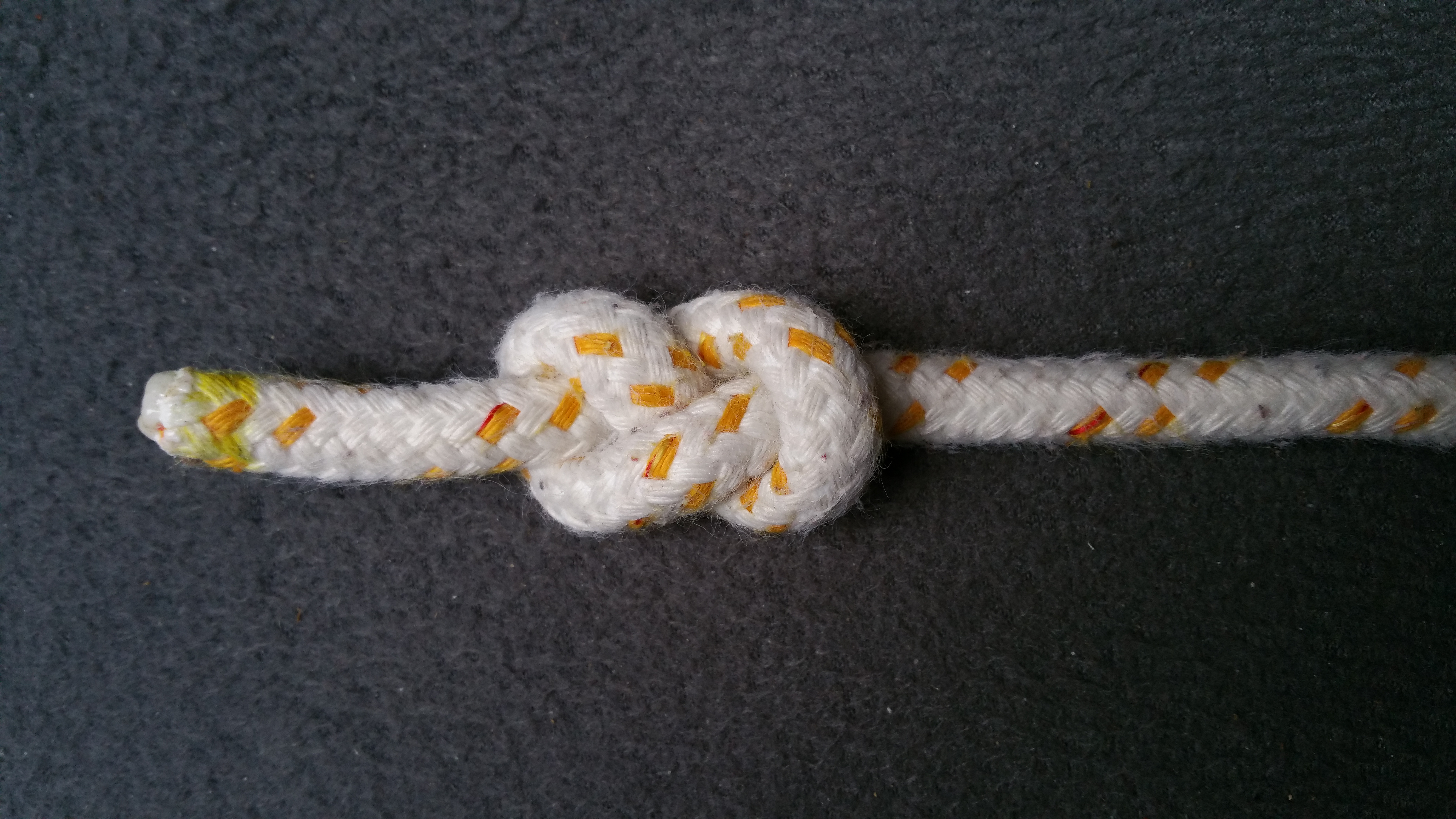
Achtknoten
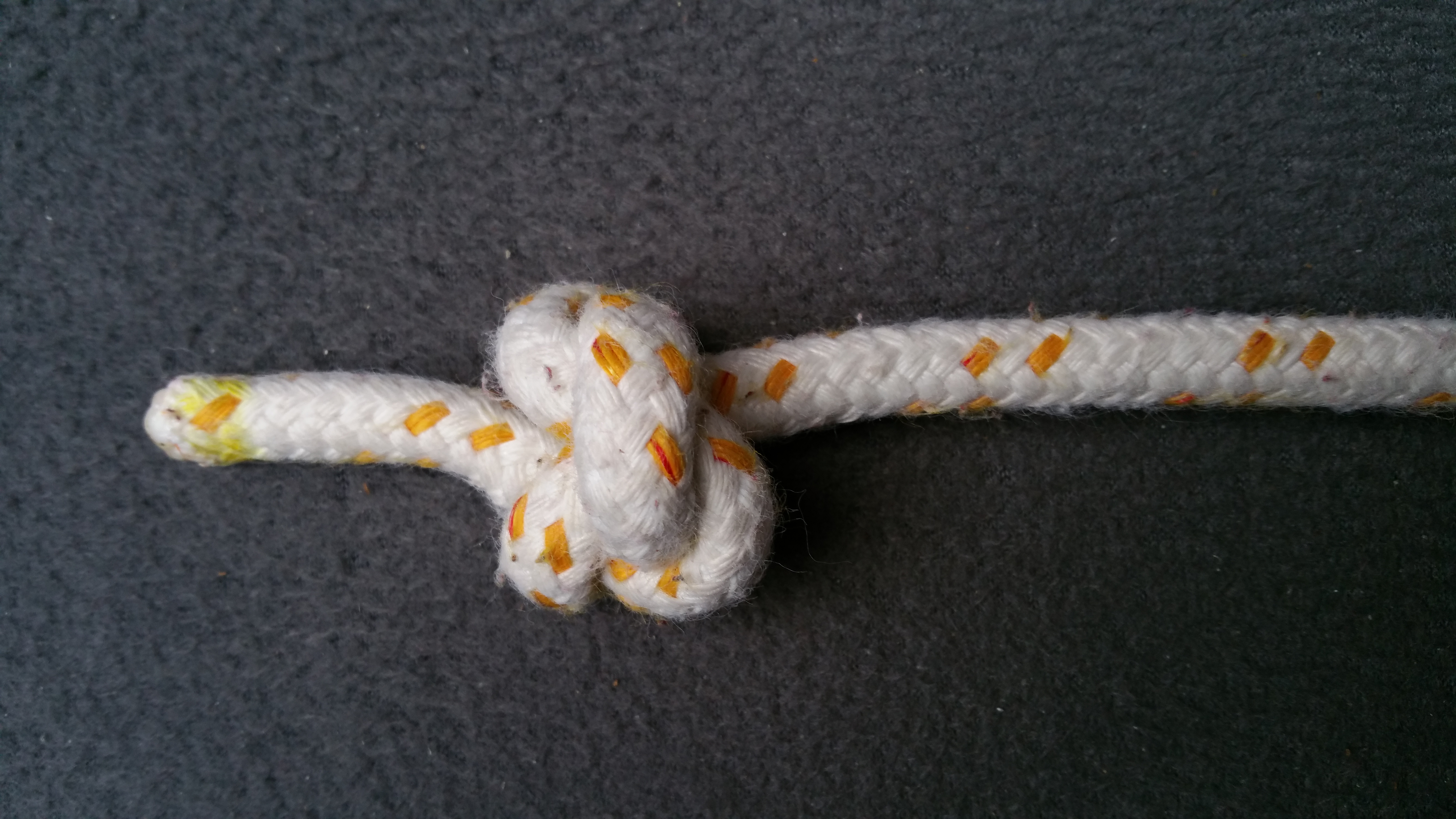
Ashley-Stopperknoten
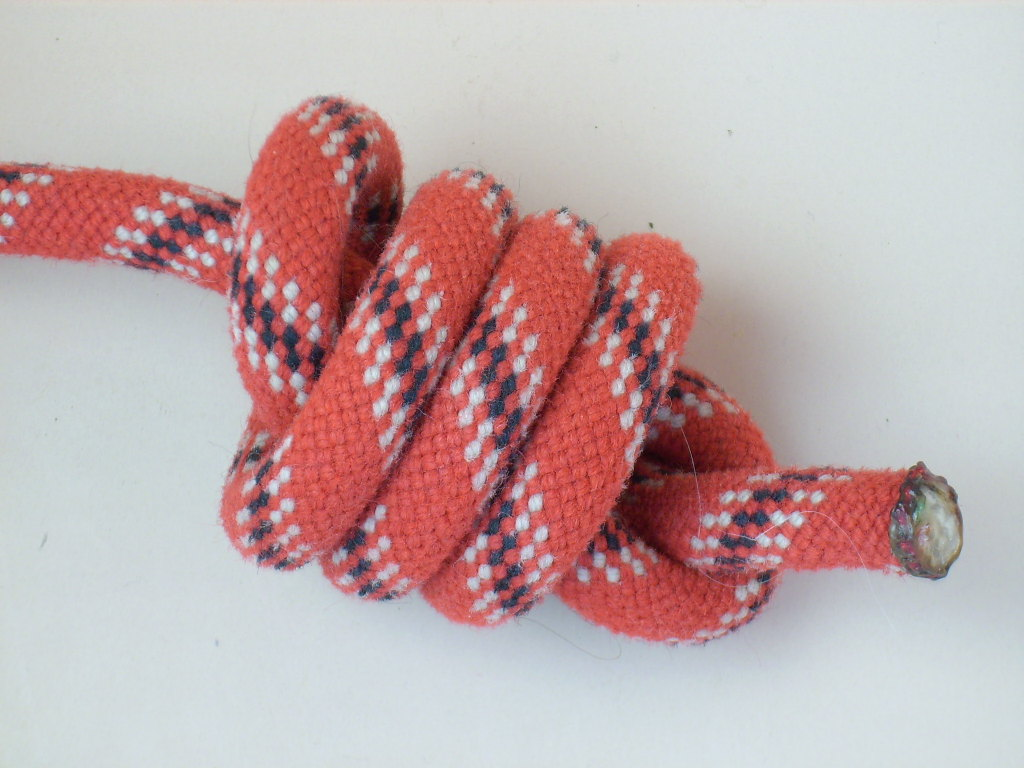
Wurfknoten

## Weitere Kletterknoten
- Dreifacher Palstek
- Dreifacher Palstek - Variation
- Frost-Knoten